# Padgett Powell
Padgett Powell (* 25. April 1952 in Gainesville, Florida) ist ein US-amerikanischer Schriftsteller.

## Leben
Padgett Powells erster Roman Edisto erschien 1984 vorab in Auszügen in The New Yorker, er wurde für den American Book Award nominiert. Powell erhielt eine Rome Fellowship der American Academy of Arts and Letters und den James Tait Black Memorial Prize. Er lehrt kreatives Schreiben an der University of Florida.
Powell hat mehrere Bände mit Erzählungen veröffentlicht und (Stand 2017) sechs Romane. Vier der Romane und ein Erzählband wurden von Harry Rowohlt ins Deutsche übersetzt. Powell interessiere sich, so Zoe Hagen 2014, nicht für die Schönlinge, die Guten oder Verständnisvollen. Powells Geschichten seien eine immense Herausforderung für Leser, mit Zeit, die die absurden oder schlichtweg unsinnigen Sätze dechiffrieren wollen. Unter den letzten Fragen in seinem Frage-Roman fragt er, was Du, der Leser, machen würde, wenn Jimi Hendrix sich zu ihm zu einer Session eingeladen hätte, oder ob er versuchen würde herauszubekommen, welches Schmusetier Albert Einstein in seiner Jackentasche versteckt halte: wärest Du verlegen, wenn Einstein deine Hand in seiner Tasche finden würde?

## Werke
- Edisto. Roman. 1984.
  - Edisto. Übersetzung Harry Rowohlt. Suhrkamp. Frankfurt am Main 1985.
- A Woman Named Drown. 1987.
  - Eine Frau mit Namen Drown. Übersetzung Harry Rowohlt. Suhrkamp, Frankfurt am Main 1990.
- Typical. 1991.
- Edisto Revisited. 1996.
  - Rückkehr nach Edisto. Übersetzung Harry Rowohlt. Berlin Verlag, Berlin 1997.
- Aliens of Affection. Stories. Open Road Media, Newburyport 1998.
  - Schrottplatz der gebrochenen Herzen. Erzählungen. Übersetzung Harry Rowohlt. Berlin Verlag, Berlin 2013.
- Mrs. Hollingsworth’s Men. Houghton Mifflin, Boston 2000.
- The Interrogative Mood: A Novel? 2009.
  - Roman in Fragen. Übersetzung Harry Rowohlt. Berlin Verlag, Berlin 2012.
- You & Me. Ecco, New York 2012.
- Cries for Help, Various. Catapult, New York 2015.